# 鸿门寺塔
鸿门寺塔位于陕西省横山县塔湾镇西南的鸿门寺（红门寺）遗址，又称“响铃塔”，1992年被列为第三批陕西省文物保护单位，2013年被列为第七批全国重点文物保护单位。
鸿门寺早已被毁，现仅存塔。塔建于元泰定年间（1324-1328年），塔为密檐式砖塔，空心，平面呈八角形，共十一层，高27米。塔檐每角原悬有风铃，故名“响铃塔”。